# Дзукарело
Дзукарѐло (на италиански: Zuccarello; на лигурски: Sucâelo, Сукаело) е село и община в Северна Италия, провинция Савона, регион Лигурия. Разположено е на 130 m надморска височина. Населението на общината е 319 души (към 2011 г.).